# Dinamo Machatsjkala
Dinamo Machatsjkala (Russisch: Футбольный Клуб Динамо Махачкала, Foetbolny Kloeb Dinamo Machatsjkala) is een Russische voetbalclub uit Machatsjkala, de hoofdstad van de deelrepubliek Dagestan.

## Geschiedenis
De club werd opgericht in 1927 en begon regionaal voetbal te spelen in de Noord-Kaukasische competitie. In 1958 speelde de club voor het eerst op nationaal niveau, toen onder de naam Temp Machatsjkala en werd voorlaatste in een van de vele reeksen van de tweede klasse. Na nog een voorlaatste plaats eindigde de club de volgende jaren in de middenmoot, vanaf 1961 onder de naam Dinamo. Door competitiehervorming speelde de club vanaf 1963 in de derde klasse. Na een aantal jaar in de lagere middenmoot werden ze in 1967 kampioen en kon via de eindronde promotie afdwingen naar de tweede klasse. In de tweede klasse deed de club het voortreffelijk en ze eindigden samen met Spartak Ordzjonikidze op een tweede plaats met ruime achterstand op groepswinnaar OeralMasj Sverdlovsk. Het volgende seizoen eindigde de club achtste, maar doordat de tweede klasse in 1970 definitief werd teruggebracht naar één reeks moest de club in 1970 terug in de derde klasse van start.
Na jaren middenmoot werden ze in 1975 groepswinnaar en kon zich in de eindronde nog voor de finalegroep om promotie plaatsen, maar werd daar laatste. Na nog twee jaar in de top drie eindigde de club de volgende jaren meestal in de middenmoot en af en toe in de subtop.
Na het uiteenvallen van de Sovjet-Unie werd stadsrivaal Anzji Machatsjkala opgericht, die van dan af aan de grootste club van de stad werd. In 1992 speelde Dinamo niet in de nationale reeksen, maar in 1993 speelden ze wel in de derde klasse, waar ze vijfde werden, terwijl Anzji kampioen werd. Het volgende seizoen degradeerde Dinamo zelfs naar de vierde klasse. In 1995 werd de naam Dinamo-Imamat aangenomen. In 1998 werd het terug gewoon Dinamo en speelde de club terug in de derde klasse. In 2002 werd de club vicekampioen, met ruime achterstand op Terek Grozny, dat 36 van de 40 wedstrijden kon winnen. Het volgende seizoen werd de club wel kampioen en promoveerde zo naar de eerste divisie (tweede klasse), waar ze elfde werden, met slechts één puntje achterstand op stadsrivaal Anzji. In 2005 werd de club zelfs zesde met grote voorsprong op de stadsrivaal. Na een middelmatig 2006 kreeg de club geen licentie voor profvoetbal in 2007 en moest een stap terugzetten naar het amateurvoetbal.
In 2021 nam de club de licentie van FK Machatsjkala over en ging in de derde klasse spelen. In 2022 promoveerde de club. In 2024 promoveerde de club voor het eerst naar de Premjer-Liga.
Chimki ·
Achmat Grozny · 
Krasnodar · 
Roebin Kazan · 
Dinamo Machatsjkala ·
CSKA Moskou ·
Dinamo Moskou ·
Lokomotiv Moskou ·  
Spartak Moskou · 
Pari Nizjni Novgorod ·
Rostov ·  
Orenburg · 
Krylja Sovetov Samara ·
Zenit Sint-Petersburg · 
Akron Toljatti ·
Fakel Voronezj